# Babińce (Rohatyn)
Babińce (dawn. Babińce Dolne i Babińce Górne) – część miasta Rohatyna (ukr. Рогатин) na Ukrainie w rejonie rohatyńskim obwodu iwanofrankiwskiego. Leży w północnej części miasta.

## Historia
Dawniej samodzielna miejscowość, która wraz z Kutcami tworzyła gminę jednostkową w powiecie rohatyńskim Królestwa Galicji i Lodomerii. W II RP już nie figuruje jako samodzielna gmina, lecz jako przedmieście Rohatyna.
Po wojnie włączony do Związku Radzieckiego (Ukraińskiej SRR).